# TGVオート・ピカルディ駅
TGVオート・ピカルディ駅(TGVオート・ピカルディえき、フランス語:Gare TGV Haute-Picardie)はLGV北線(LGV北ヨーロッパ線)のリール・パリ間にあるTGVの駅で、サン・カンタンとアミアンの間に位置している。建設時、マスコミからどちらの町からも、利用するには遠すぎて不便であると批判された。駅周辺には甜菜畑が広がっているため、しばしば「甜菜(てんさい)の根の駅」'gare des bettraves'というあだ名で呼ばれている。当駅は接続される鉄道路線よりも幹線道路の近くに位置しているという不便な場所ではあるが、2019年の利用客は年間37万人ほどにのぼっている。
ほとんどの高速新線上にある駅はプラットホームから列車を見るのに何らかの障害があるが、本線からたった数mしか離れていない当駅のプラットホームは300km/hで通過する両方向の列車を見るのには絶好の場所である。なお、当駅はホーム数は2本、線路数は4本である。

## 隣の駅
フランス国鉄
■TGV
LGV北線、LGV東連絡線
シャルル・ド・ゴール空港第2TGV駅 - TGVオート・ピカルディ駅 - アラス駅(オフピーク時)またはリール・ユーロップ駅